# مطار فاغار
مطار فاغار هو المطار الوحيد في جزر فارو يقع في جزية فاغار. تم بناء المطار من قبل الجيش البريطاني أثناء الحرب العالمية الثانية، بعد الحرب أصبح المطار مهجور حتى عام 1963 عندما تقرر فتحه كمطار مدني.